# Goldman Environmental Prize
Goldman Environmental Prize (Prêmio Goldman de meio Ambiente) é um prêmio atribuído anualmente a uma base ambiental de ativistas, um de cada uma das seis regiões geográficas: África, Ásia, Europa, Ilhas e Ilha das Nações unidas, América do Norte e do Sul e América Central. O prémio inclui um prémio de $175.000 dólares. Desde que o Prémio Goldman de meio Ambiente foi criado em 1990, um total de $15,9 milhões de dólares foram concedidos a mais de 157 homenageados, provenientes de mais de 79 países. O prémio é atribuído pela Fundação Goldman pelo meio Ambiente, tendo esta sede em San Francisco, Califórnia. Este prémio é também chamado de Nobel Verde.
O Prêmio Goldman pelo meio Ambiente foi criada em 1990 pelos líderes civis e filantropos Richard N. Goldman e sua esposa, Rhoda H. Goldman. Richard Goldman morreu em 2010 com 90 anos e foi substituído pela sua esposa. Richard Goldman fundou os Serviços de Seguros Goldman em San Francisco. Rhoda Goldman foi um grande-grande-sobrinha de Levi Strauss, fundador da empresa de confecção de roupas.
Os vencedores do Prémio Goldman de meio Ambiente são escolhidos por um júri internacional que recebe propostas confidenciais submetidas por uma rede mundial de organizações ambientais e de indivíduos. Os vencedores do prêmio participam num tour de 10 dias em San Francisco e Washington, D.C., composto por uma cerimónia de premiação e apresentação, conferências de imprensa, "media briefings" e reuniões com políticos, políticas públicas,e financeira e líderes ambientais. Em 2013, David Gordon tornou-se no diretor executivo da fundação.
2016l vencedores do Prêmio que marcava o 27º aniversário, foram premiados em 18 de abril de 2016 durante as cerimônias realizadas no San Francisco Opera House.

## Vencedores do prêmio
Fonte: Goldman Environmental Foundation

### 1990
- Robert Brown (Austrália)
- Lois Gibbs (Estados Unidos)
- Janet Gibson (Belize)
- Harrison Ngau Laing (Malásia)
- János Vargha (Hungria)
- Michael Werikhe (Quénia)

### 1991
- Wangari Muta Maathai (Quénia)
- Barnens Regnskog (Eha Kern & Roland Tiensuu) (Suécia)
- Evaristo Nugkuag (Peru)
- Yoichi Kuroda (Japão)
- Samuel LaBudde (Estados Unidos)
- Cath Wallace (Nova Zelândia)

### 1992
- Jeton Anjain (Ilhas Marshall)
- Medha Patkar (Índia)
- Wadja Egnankou (Costa Do Marfim)
- Christine Jean (França)
- Colleen McCrory (Canadá)
- Carlos Alberto Ricardo (Brasil)

### 1993
- Margaret Jacobsohn & Garth Owen-Smith (Namíbia)
- Juan Mayr (Colômbia)
- Dai Qing (China)
- John Sinclair (Austrália)
- JoAnn De Altura (Estados Unidos)
- Sviatoslav Zabelin (Rússia)

### 1994
- Matthew Coon Come (Canadá)
- Tuenjai Deetes (Tailândia)
- Laila Iskander Kamel (Egito)
- Luis Macas (Equador)
- Heffa Schücking (Alemanha)
- Andrew Simmons (São Vicente e Granadinas)

### 1995
- Aurora Castillo (Estados Unidos)
- Choi Yul (Coreia Do Sul)
- Noah Idechong (Palau)
- Emma Must (Inglaterra)
- Ricardo Navarro (El Salvador)
- Ken Saro-Wiwa (Nigéria)

### 1996
- Ndyakira Amooti (Uganda)
- Bill Ballantine (Nova Zelândia)[5]
- Edwin Bustillos (México)
- Mahesh Chandra Mehta (Índia)
- Marina Silva (Brasil)
- Albena Simeonova (Bulgária)

### 1997
- Nick Carter (Zâmbia)
- Loir Botor Dingit (Indonésia)
- Alexander Nikitin (Rússia)
- Juan Pablo Orrego (Chile)

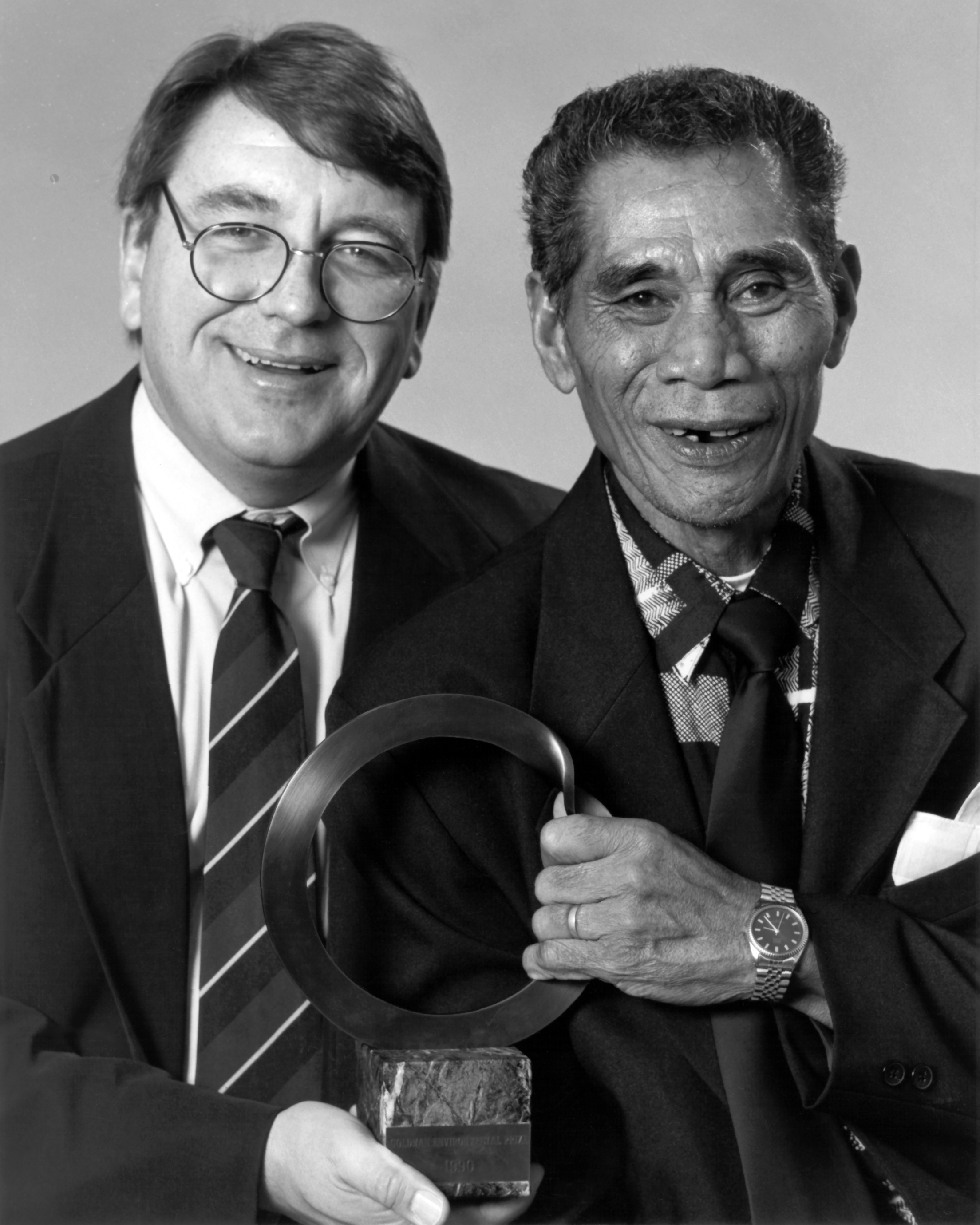
Etnobiólogo Paulo Alan Cox (esquerda) e o chefe de aldeia Fuiono Senio (direita) ganharam o Prêmio Goldman de meio Ambiente, em 1997, pelos seus esforços na conservação em Falealupo na Samoa Ocidental. Este trabalho levou, mais tarde, à cria fundação de Seacology.

- Fuiono Senio & Paulo Alan Cox (Samoa Ocidental)
- Terri Swearingen (Estados Unidos)

### 1998
- Anna Giordano (Itália)
- Kory Johnson (Estados Unidos)
- Berito Kuwaru wa (Colômbia)
- Atherton Martín (Commonwealth da Dominica)
- Sven “Bobby” Peek (África Do Sul)
- Hirofumi Yamashita (Japão)

### 1999
- Jacqui Katona & Yvonne Margarula (Austrália)
- Michal Kravcik (Eslováquia)
- Bernard Martin (Canadá)
- Samuel Nguiffo (Camarões)
- Jorge Varela (Honduras)
- Ka Hsaw Wa (Birmânia)

### 2000
- Oral Ataniyazova (Usbequistão)
- Elías Díaz Peña & Oscar Rivas (Paraguai)
- Vera Mischenko (Rússia)
- Rodolfo Montiel Flores (México)
- Alexander Louis Peal (Libéria)
- Nat Quansah (Madagáscar)

### 2001
- Jane Akre E Steve Wilson (repórter) (Estados Unidos)
- Yosepha Alomang (Indonésia)
- Giorgos Catsadorakis & Myrsini Malakou (Grécia)
- Oscar Olivera (Bolívia)
- Eugène Rutagarama (Ruanda)
- Bruno Van Peteghem (Nova Caledónia)

### 2002
- Pisit Charnsnoh (Tailândia)
- Sarah James & Jonathon Salomão (Estados Unidos)
- Fátima Jibrell (Somália)
- Alexis Massol-González (Porto Rico)
- Norma Kassi (Canadá)
- Jean De La Rosa (Guiana)
- Jadwiga Lopata (Polónia)

### 2003
- Julia Bonds (Estados Unidos)
- Pedro Arrojo-Agudo (Espanha)
- Eileen Kampakuta Brown & Eileen Wani Wingfield (Austrália)
- Von Hernandez (Filipinas)
- Maria Elena Foronda Farro (Peru)
- Odigha Odigha (Nigéria)

### 2004
- Rudolf Amenga-Etego (Acra, Gana)
- Rashida Abelha (Bhopal, Índia) Champa Devi Shukla (Bhopal, Índia)
- Libia Grueso (Buenaventura, Colômbia)
- Manana Kochladze (Tbilisi, Geórgia)
- Demetrio do Amaral de Carvalho (Dili, Timor-Leste)
- Margie Eugene-Richard  (Norco, Louisiana, Estados Unidos)

### 2005
- Isidro Baldenegro López (México)
- Kaisha Atakhanova (Cazaquistão)
- Jean-Baptiste Chavannes (Haiti)
- Stephanie Danielle Roth (Roménia)
- Corneille Ewango (Congo)
- José Andrés Tamayo Cortez (Honduras)

### 2006
- Silas Kpanan'Ayoung Siakor (Libéria)
- Yu Xiaogang (China)
- Olya Melen (Ucrânia)
- Anne Kajir (Papua-Nova Guiné)
- Craig E. Williams (Kentucky)
- Tarcisio Feitosa da Silva (Brasil)

### 2007
- Sophia Rabliauskas (Manitoba, Canadá)
- Hammerskjoeld Simwinga (Zâmbia)
- Tsetsgeegiin Mönkhbayar (Mongólia)
- Julio Cusurichi Palácios (Peru)
- Willie Corduff (Irlanda)
- Orri Vigfússon (Islândia)

### 2008
- Pablo Fajardo e Luis Yanza (Equador)[6]
- Jesús León Santos (Oaxaca, México)
- Rosa Hilda Ramos (Porto Rico)
- Feliciano dos Santos (Moçambique)
- Marina Rikhvanova (Russia)
- Inácio Schops de "Parque Nacional Hoge Kempen" (Bélgica)

### 2009
- Maria Gunnoe  Estados Unidos[7]
- Marc Ona, Libreville, Gabão
- Rizwana Hasan, Daca, Bangladesh
- Olga Speranskaya, Moscou, Rússia
- Yuyun Ismawati, Denpasar, Bali, Indonésia
- Wanze Eduards e Hugo Jabini, Pikin Sup Aldeia e Paramaribo, Suriname

### 2010
- Thuli Brilho Makama, Suazilândia[8]
- Tuy Sereivathana, Camboja
- Małgorzata Górska, Polónia
- Humberto Rios Labrada, Cuba
- Lynn Henning, Estados Unidos
- Randall Araúz, Costa Rica

### 2011
- Raoul du Toit, Zimbabwe[9]
- Dmitry Lisitsyn, Rússia
- Ursula Sladek, Alemanha
- Prigi Arisandi, Indonésia
- Hilton Kelley, Estados Unidos
- Francisco Pineda, El Salvador

### 2012
- Ikal Angelei, Quênia [10]
- Ma Jun, China [11]
- Yevgeniya Chirikova, Rússia [12]
- Edwin Gariguez, Filipinas [13]
- Caroline Cannon, Estados Unidos [14]
- Sofia Gatica, Argentina [15]

### 2013
- Azzam Alwash, Iraque [16]
- Aleta Baun, Indonésia [17]
- Jonathan Lidar, África Do Sul [18]
- Rossano Ercolini, Itália [19]
- Nohra Padilla, Colômbia [20]
- Kimberly Wasserman, Estados Unidos [21]

### 2014
- Desmond D'Sa, África Do Sul [22]
- Ramesh Agrawal, Índia,[23]
- Suren Gazaryan, Rússia [24]
- Rudi Putra, Indonésia [25]
- Helen Slottje, Estados Unidos [26]
- Ruth Buendía, Peru [27]

### 2015
- Myint Zaw, Myanmar [28]
- Marilyn Baptiste, Canadá [29]
- Jean Wiener, Haiti [30]
- Phyllis Omido, Quênia [31]
- Howard Madeira, Escócia [32]
- Berta Cáceres, Honduras [33]

### 2016
- Máxima Acuña, Peru[34]
- Zuzana Čaputová, Eslováquia[35]
- Luis Jorge Rivera Herrera, Porto Rico[36]
- Edward Loure, Tanzânia[37]
- Leng Ai, Camboja[38]
- Destiny Watford, Estados Unidos[39]